# 清苑镇
清苑镇，是中华人民共和国河北省保定市清苑区下辖的一个乡镇级行政单位。

## 行政区划
清苑镇下辖以下地区：
新兴社区、永春社区、东城区社区、西城区社区、红星社区、兴苑社区、南大冉一村、南大冉二村、南大冉三村、南大冉四村、北大冉村、大福村、西福村、东顾庄村、吴家辛村、中冉村、中冉屯村、腾庄村、郎庄村、赵庄村和西杨庄村。